# Wateren
Wateren est un village situé dans la commune néerlandaise de Westerveld, dans la province de Drenthe.